# Triphleba
Triphleba es un género de moscas de la familia Phoridae. Se distribuyen por todo el mundo, excepto zonas polares.

## Especies
Se reconocen las siguientes:
- Triphleba admirabilis
- Triphleba aequalis
- Triphleba affinis
- Triphleba alpestris
- Triphleba antricola
- Triphleba apenninigena
- Triphleba aprilina
- Triphleba aptina
- Triphleba atripalpis
- Triphleba ausoniae
- Triphleba autumnalis
- Triphleba beatricis García-Romera, 2014[1]
- Triphleba bicornuta
- Triphleba bifida
- Triphleba bispinosa
- Triphleba brevicilia
- Triphleba brevipennis
- Triphleba brevisetae
- Triphleba brumalis
- Triphleba carbonaria
- Triphleba chandleri
- Triphleba circumflexa
- Triphleba citreiformis
- Triphleba collini
- Triphleba coniformis
- Triphleba crassinervis
- Triphleba crassineura
- Triphleba ctenochaeta
- Triphleba darlingtoni
- Triphleba dentata
- Triphleba disparinervis
- Triphleba distinguenda
- Triphleba dudai
- Triphleba ehmseni Disney & Bøggild, 2019[2]
- Triphleba excisa
- Triphleba extrema
- Triphleba ferruginea
- Triphleba flexipalpis
- Triphleba forcipata
- Triphleba forfex
- Triphleba forficata
- Triphleba fortimana
- Triphleba fumipennis
- Triphleba fuscithorax
- Triphleba geniculata
- Triphleba gilvipes
- Triphleba gracilipes
- Triphleba gracilis
- Triphleba hentrichi
- Triphleba hyalinata
- Triphleba hypopygialis
- Triphleba inaequalis
- Triphleba intempesta
- Triphleba intermedia
- Triphleba labida
- Triphleba laticosta
- Triphleba latipalpis
- Triphleba leptoneura
- Triphleba longifurcata
- Triphleba lugubris
- Triphleba luteifemorata
- Triphleba lyria
- Triphleba melaena
- Triphleba microcephala
- Triphleba microchaeta
- Triphleba minuta
- Triphleba nipponica
- Triphleba nivalis
- Triphleba novembrina
- Triphleba nudipalpis
- Triphleba occidentalis
- Triphleba opaca
- Triphleba orophila
- Triphleba pachyneura
- Triphleba pachyneurella
- Triphleba palposa
- Triphleba papei Disney & Bøggild, 2019[2]
- Triphleba papillata
- Triphleba parvifurca
- Triphleba politifrons
- Triphleba recidopennis
- Triphleba renidens
- Triphleba ropalon Carles-Tolrá & García Romera, 2011[3]
- Triphleba rufithorax
- Triphleba schistoceros
- Triphleba schmitzi
- Triphleba segrex
- Triphleba setigera
- Triphleba smithi
- Triphleba speculiclara
- Triphleba subcompleta
- Triphleba subfusca
- Triphleba sulcata
- Triphleba tenuivena
- Triphleba transparens
- Triphleba trinervis
- Triphleba truncata
- Triphleba tumidula
- Triphleba varipes
- Triphleba withersi
- Triphleba vitrea
- Triphleba vitrinervis
- Triphleba ypsilon Carles-Tolrá & García Romera, 2011[3]
- Triphleba zernyi